# Cis acritus
Cis acritus är en skalbaggsart som beskrevs av Lawrence 1971. Cis acritus ingår i släktet Cis och familjen trädsvampborrare. Inga underarter finns listade i Catalogue of Life.